# خسوس گارسیا تنا
خسوس گارسیا تنا (انگلیسی: Jesús García Tena؛ زادهٔ ۷ ژوئن ۱۹۹۰) بازیکن فوتبال اهل اسپانیا است.
از باشگاه‌هایی که در آن بازی کرده‌است می‌توان به باشگاه فوتبال سابادل، باشگاه فوتبال همیلتون آکادمیکال، باشگاه فوتبال اسپانیول، و باشگاه فوتبال یوونتوس اشاره کرد.